# Robert von Daublebsky

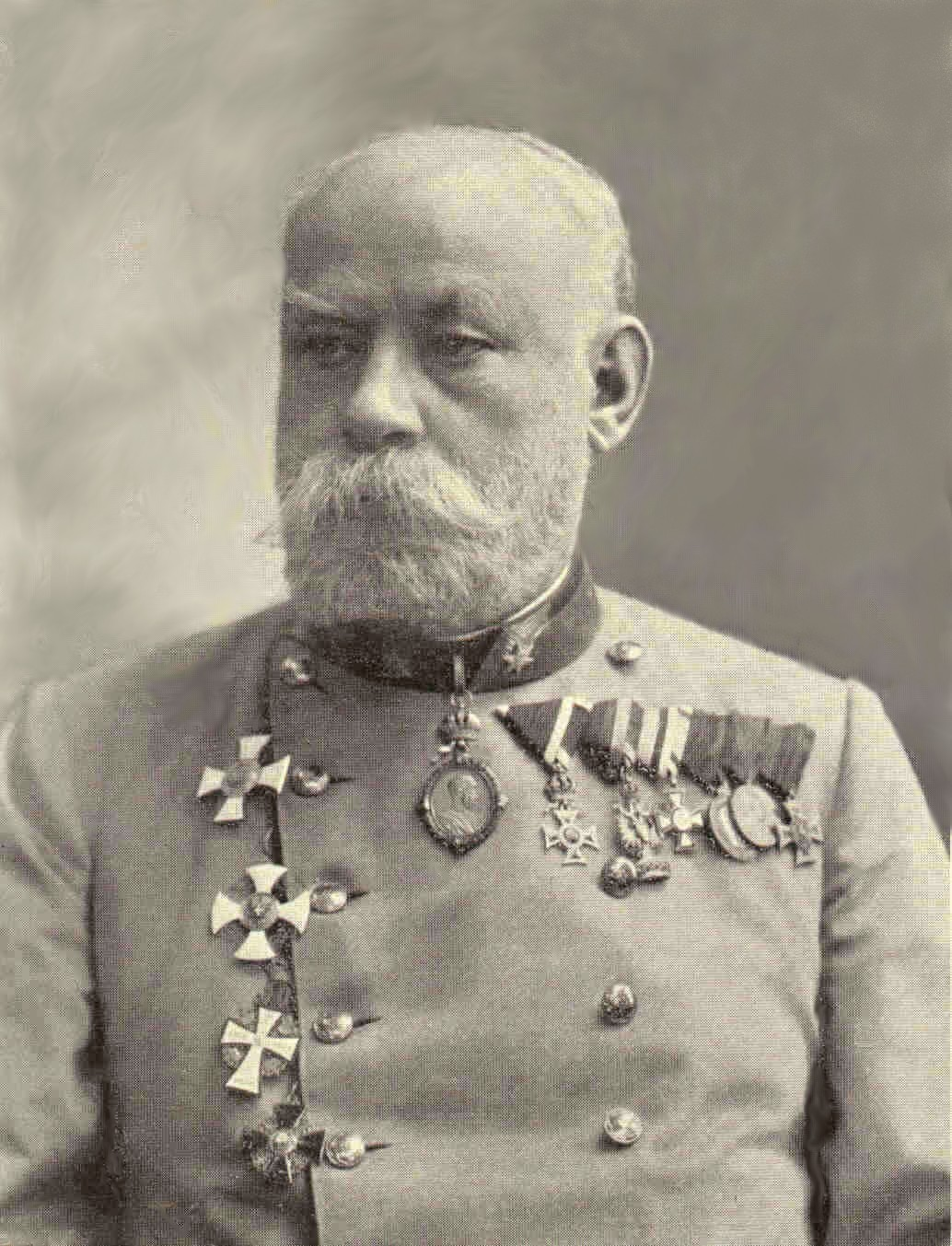
De cartograaf Robert von Daublebsky met het Ereteken om de hals

Robert Freiherr von Daublebsky von Sterneck (Praag, 7 februari 1839 - Wenen, 2 november 1910) was een Oostenrijks militair en cartograaf. De aristocraat, als Freiherr was Robert von Daublebsky een baron, bekwaamde zich ook in de natuurkunde en de astronomie. Na twee jaar studie aan de Technische hogeschool in Praag nam hij dienst. Hij vocht in de oorlogen van 1859, de Tweede Italiaanse Oorlog van Onafhankelijkheid en 1866, de Pruisisch-Oostenrijkse Oorlog. Van 1862 tot 1902 was Robert von Daublebsky werkzaam aan het Militärgeographischen Institut in Wenen. Hij bracht het tot de rang van Generaal-majoor en de leiding over de astronomisch-geodetische onderzoeksafdeling en de sterrenwacht.
Robert von Daublebsky bracht delen van Turkije, Bulgarije en Servië in kaart. Hij deed ook onderzoek naar de zwaartekracht. Een praktische uitvinding was zijn waterstroommeter.
Keizer Frans Jozef I van Oostenrijk decoreerde Robert von Daublebsky met het exclusieve Keizerlijk-Koninklijk Oostenrijks-Hongaars Ereteken voor Kunst en Wetenschap.
Robert von Daublebsky droeg ook de Leopoldsorde, de Orde van de IJzeren Kroon, en een aantal andere Oostenrijkse onderscheidingen. Uit andere staten ontving hij de commandeurskruisen van de Orde van de Kroon van Pruisen, de Orde van de IJzeren Kroon (Italië), de Dannebrogorde (Denemarken) en de Orde van de Leeuw van Zähringen van Baden.

## Publicaties[1]
- Die Polhöhe und ihre Schwankungen, 1894.
- Die Ergebnisse der neuesten Schwerebestimmungen, 1895
- Das Fortschreiten der Flutwelle im Adriatischen Meer, 1908.

## Vermelding
Robert von Daublebsky is vermeld als R. von Sterneck in het eerste volume van M. G. J. Minnaert's De natuurkunde van 't vrije veld (Licht en Kleur in het Landschap) op bladzijde 183 (R. von Sterneck, zie voetnoot N° 2), en op bladzijden 189 en 191 (von Sterneck).